# Basset azul de Gascuña

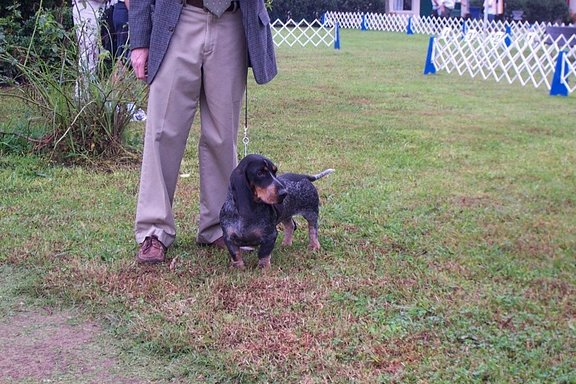
Un Basset azul de Gascuña con su dueño

Basset azul de Gascuña es una raza de perro cazador de origen francés.

## Apariencia
De lomo largo y patas cortas, el azul de su nombre hace referencia a su manto con una apariencia muy marcada y característica.

## Historia
Se trata de una raza con origen en la Edad Media que desciende del Gran sabueso azul de Gascuña y estuvo a punto de extinguirse en el siglo XIX y su recuperación se atribuye a Alain Bourbon.
Raza nativa de Francia, raramente se ve fuera de este país. Está reconocida internacionalmente por la Fédération Cynologique Internationale, en Reino Unido por The Kennel Club, y en Estados Unidos por el United Kennel Club.
A día de hoy el Basset Azul es uno de los seis tipos de Basset Hound reconocida por la Fédération Cynologique Internationale.

## Reconocimiento y categorización
The Kennel Club of the UK reconoce el Basset Bleu De Gascogne como raza importada en el grupo de perros de caza. El United Kennel Club reconoce la raza desde 1991, y ambas y la Fédération Cynologique Internationale (FCI) listan el Basset Bleu De Gascogne en el grupo de sabuesos.
La raza también es conocida como Blue Gascony Basset en el FCI., pero el American Kennel Club ni el Canadian Kennel Club la reconocen. Además, está reconocida como razas poco frecuentes por la American Rare Breed Association que utiliza el estándar FCI.